# Elizabeth Graeme Fergusson
Elizabeth Graeme Fergusson (ur. 3 lutego 1737, zm. 23 lutego 1801) – poetka amerykańska.

## Życiorys
Urodziła się 3 lutego 1737 w Filadelfii jako córka znanego lekarza Thomasa Graeme’a i Ann Diggs, przybranej córki sir Williama Keitha. W 1757 zaręczyła się z Williamem Franklinem, synem Benjamina Franklina, ale narzeczeństwo szybko się rozpadło. W 1764 wypłynęła w podróż do Anglii. Poznała tam między innymi króla Jerzego III i pisarza Laurence’a Sterne’a. W 1765 wróciła do Ameryki. W 1772 poślubiła Henry’ego H. Fergussona, ale spędzała z nim niewiele czasu. Zmarła 23 lutego 1801 w Horsham w Pensylvanii.

## Twórczość
Elizabeth Graeme Fergusson przełożyła na angielski Przygody Telemaka francuskiego pisarza François Fénelona. Napisała też poemat Il Penseroso: or The Deserted Wife.